# Le Cercle
Le Cercle (din franceză, cu sensul de Cercul) este un think tank specializat în politica externă privind securitatea internațională. Fondat după al doilea război mondial, grupul are membri din douăzeci și cinci de țări care se întrunesc minim de două ori pe an, la Washington DC.
Actualul președinte al grupului este Norman Lamont, fost ministru de finanțe al Marii Britanii. Lamont a mai lucrat, de asemenea, la banca NM Rothschild & Sons.

## Istorie
În 1950, Le Cercle a fost creat de către fostul prim-ministru francez Antoine Pinay și de agentul secret Jean Violet ca „Cercle Pinay”. Peste câțiva ani, britanicii au preluat președinția organizației Le Cercle.
Le Cercle și-a desfășurat activitățile într-un  anonimat aproape complet încă de la începuturile sale, existând doar foarte puține articole scrise despre acest subiect. A fost menționat în 1980 în de Der Spiegel (Germania), ca urmare a controverselor din jurul lui Franz Josef Strauss, unul dintre membrii obișnuiți ai Le Cercle. 

## Finanțare
În 1971, Shell a donat organizației 30.000 de lire sterline  (cca. 38.000 euro). Fundația Ford a donat, de asemenea, 20.000 de lire sterline (cca. 26.000 euro), timp de trei ani.